# Wit van Dendermonde
Het Wit van Dendermonde is een Belgisch raskonijn dat ontstond rond 1920 uit de witte variant van (Blauw) Van Beveren. Dit zou de variant zijn met blauwachtige ogen. Volgens Het Belgisch raskonijn ligt het Wit van Dendermonde aan de basis van het Wit van de Vendée, hoewel deze vereniging in zijn blad zelf betwijfelt of ook deze variant niet afkomstig is van de Vlaamse reus, zoals bij de roodogige het geval blijkt te zijn.
Het ras was zeer in trek bij fokkers omdat het groot werd en snel opgroeide. Het opfokken tot steeds grotere varianten zou uiteindelijk het einde worden van het oorspronkelijke Wit van Dendermonde: door het kruisen met Witte Vlaamse reuzen verviel het ras in een albino-reus. De variant met de rode ogen leverde trouwens heel wat problemen op met inteelt.